# V2V 급속충전 기술
V2V(Vehicle to Vehicle) 급속충전 기술은 차량 전기를 여러 용도로 활용하는 V2X(Vehicle to Everything) 기술 중 하나로 전기차의 배터리를 활용해 다른 전기차를 고속 충전하는 기술이다.

## 상세
내부에 별도 제어기를 탑재한 전기차와 다른 전기차의 충전구를 케이블로 연결해 충·방전을 한다. 충전기에 설치된 통신 제어기 SECC(Supply Equipment Communication Controller) 역할을 수행하는 DPCM(Discharging Power transfer Communication Module) 모듈이 적용돼 전력을 공급받는 차량은 공급하는 차량을 충전기로 인식하고, 전력을 공급하는 차량은 충전기의 역할을 한다. 기존 V2V 충전 기술보다 방전 제어기 크기가 162L에서 1.8L로 줄어 트렁크 활용도가 높아졌으며 개조비용도 2,000만 원대에서 400만 원대로 줄었다. 7kWh의 전기 충전 시 기존 약 13분에서 최대 22분까지 걸리던 충전 시간이 약 4분으로 단축됐다. 차량으로 충전하는 방식이기 때문에 인프라 설치나 충전을 위한 이동·대기 시간 없이 전기차를 자유롭게 충전할 수 있으며 전기차 사용자간 에너지 거래도 가능하다.

## 적용 차량
현대자동차 아이오닉 5
기아 EV6

## 관련 서비스
현대자동차 EV 안심케어 서비스
기아-티비유 찾아가는 충전 서비스

## 같이 보기
현대자동차그룹
V2L
V2G